# Lake Fryxell
Lake Fryxell är en sjö i Antarktis. Den ligger i Östantarktis. Nya Zeeland gör anspråk på området. Lake Fryxell ligger 70 meter över havet. Arean är 320 kvadratkilometer. Sjön har fått sitt namn efter amerikanen Fritiof Fryxell.